# Simona Chines
Simona Chines (Palermo, 13 febbraio 1964) è una cestista e allenatrice di pallacanestro italiana.
Ha giocato in Serie A1 con Palermo.
È mamma della playmaker della Nazionale italiana di basket Costanza Verona.